# Explorer 33
Explorer 33 byla vědecká družice, vyslaná agenturou NASA v roce 1966. V katalogu COSPAR dostala označení 1966-058A. Původně měla být umístěna na oběžné dráze kolem Měsíce, ale kvůli chybě dané dráhy nedosáhla. Některá měření byla přesto provedena.

## Úkol mise

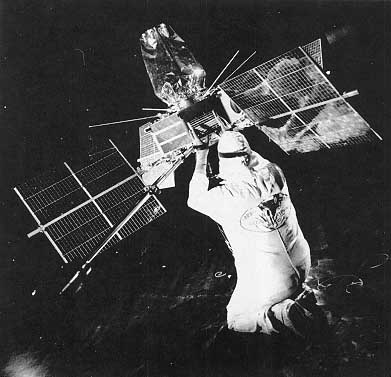
Explorer 33

Družice z USA měla provést na oběžné dráze Měsíce komplexní výzkum slunečního větru, meziplanetárních magnetických polí a jejich interakcí s Měsícem a atmosférou Země. Toto měla provést daleko od rušivých vlivů Země. Výsledky měření byly důležité také kvůli chystaným letům amerických kosmonautů na Měsíc a bylo třeba vědět, jaké vlivy může mít vesmírný prostor mezi Zemí a Měsícem na jejich zdraví a výkonnost.

## Základní údaje
Tento typ družic patřil mezi vědecké typu IMP (Interplanetary Monitoring Platform). Její váha byla 104,5 kg.
Označení Lunar měla kvůli zvolené orbitě kolem Měsíce, označení Explorer bylo dáváno programu vědeckých družic v USA. Další známé družice a úspěšnější z této řady jsou Explorer 35 a Explorer 49.

## Průběh mise
Sonda s raketou odstartovala 1. července 1966 z kosmodromu Eastern Test Range na Floridě s pomocí nosné rakety Delta DSV 3E1. Oběžné dráhy kolem Měsíce se nepodařilo dosáhnout a družice zůstala na velmi protáhlé eliptické dráze kolem Země. Selhání způsobil druhý stupeň nosné rakety, jehož tah udělil družici příliš velké zrychlení a zpětné motory na tuhé palivo, jimiž byla družice vybavena, nedokázaly družici zpomalit a navést na požadovanou dráhu.
I přes tento neúspěch byla provedena plánovaná měření a mise tak nebyla zcela neúspěšná. Z původně plánovaných měření byla provedena tyto: měření slunečního větru, výzkum meziplanetárního plazmatu a mapování rentgenového záření Slunce. Tato data pomohla objasnit vztahy mezi zemským magnetickým polem a rychlostí slunečního větru v blízkosti Země. Známý vědec James Van Allen studoval, pomocí detektorů protonů a elektronů na Exploreru 33, aktivitu nabytých částic a rentgenových paprsků v okolním prostoru. Činnost družice byla ukončena 21. září 1971.